# Максимова, Галина Васильевна
Галина Васильевна Максимова (род. 1948) ― советский и российский учёный-экономист, профессор, первый доктор экономических наук в Восточной Сибири и на Дальнем Востоке в области бухгалтерского учёта, анализа и аудита.
Автор более 160 печатных работ, включая 9 монографий, 2 учебника и 16 учебных пособий.

## Биография
Родилась 23 февраля 1948 года в посёлке Чингильтуй Читинской области в семье кадрового офицера.
В три года заболела полиомиелитом, много лет лечилась в Монголии, Китае и Крыму. В 1966 году окончила среднюю школу № 11 в Иркутске и поступила на финансово-экономический факультет Иркутского института народного хозяйства (ныне Байкальский государственный университет), который окончила с отличием в 1970 году, получив квалификацию бухгалтер-экономист. Продолжила работать в вузе на кафедре бухгалтерского учёта и анализа хозяйственной деятельности. Через три года была направлена на повышение квалификации в Московский финансово-экономический институт (ныне Финансовый университет при Правительстве Российской Федерации).
По окончании курсов продолжила своё образование в аспирантуре Ленинградского финансово-экономического института (ныне Санкт-Петербургский государственный экономический университет), где под руководством доктора экономических наук Э. К. Гильде подготовила и защитила кандидатскую диссертацию на тему «Совершенствование учёта затрат на производство и калькулирования себестоимости продукции химической промышленности (на примере производства каустической соды)».
Вернувшись из Ленинграда, Галина Максимова продолжала работать на родной кафедреИркутского института народного хозяйства. В 1985 году в вузе была создана кафедра ревизии и контроля, в работе которой принимала она участие. Г. В. Максимова принимала участие во многих научно-практических конференциях, докладывая результаты своих исследований в Болгарии, Вильнюсе, Таллине, Нижнем Новгороде, Ростове-на-Дону, Москве. Накопленный практический опыт позволил Максимовой вместе с практиком Контрольно-ревизионного управления по Иркутской области Г. А. Соловьевым и группой инициаторов организовать в 1987 году Центр подготовки аудиторов, который впоследствии был развернут в сеть учебно-методических отделений по подготовке профессиональных бухгалтеров и аудиторов.
В 1999 году защитила докторскую диссертацию на тему «Методология организации внутреннего контроля в управлении хозяйствующим субъектом». После получения ученого звания профессора, с 2002 года Г. В. Максимова возглавила кафедру бухгалтерского учёта и аудита Байкальского государственного университета (с 2002 по 2012 год). Кроме научной деятельности, ведёт большую работу по подготовке научных кадров — под её руководством защищено семь диссертаций на соискание ученой степени кандидата экономических наук; является членом двух докторских диссертационных советов при Байкальском государственном университете и Новосибирском государственном университете экономики и управления.
Г. А. Максимова была членом общества «Знание», стала вице-президентом Иркутского территориального института профессиональных бухгалтеров и являлась главным редактором издаваемого им печатного органа — «Вестник ИТИПБ». За плодотворную деятельность была награждена юбилейной медалью Института профессиональных бухгалтеров России.
В числе её наград — звания «Заслуженный работник высшей школы Российской Федерации» (2004) и «Почётный работник высшего профессионального образования Российской Федерации» (2000). Награждена Почетной грамотой губернатора Иркутской области (2000), является Заслуженным профессором Байкальского государственного университета экономики и права (2012).